# کلیگیت
کلیگیت (به انگلیسی: Claygate) یک روستا و محله مدنی در بریتانیا است که در Elmbridge واقع شده‌است. کلیگیت ۴٫۷۱ کیلومتر مربع مساحت و ۷٬۱۶۸ نفر جمعیت دارد.